# عنصر الخط

عنصر خط المتجه dr (أخضر) في مساحة إقليدية ثلاثية الأبعاد ، حيث λ هي معلمة لمنحنى الفضاء (أخضر فاتح).

عنصر الخط في الهندسة يمكن التفكير بشكل غير رسمي في عنصر الخط أو عنصر الطول كقطعة خط مرتبط بمتجه الإزاحة المتناهية الصغر في الفضاء المتري. طول عنصر الخط الذي يمكن اعتباره بطول قوس تفاضلي، هو دالة للموتر المتري ويرمز لها بـ (ds).
تُستخدم عناصر الخط في الفيزياء خاصة في نظريات الجاذبية (أبرزها النسبية العامة) حيث يتم نمذجة الزمكان كمشعب متعدد الطيات منحني مع موتر متري مناسب.

## الصيغة العامة

### تعريف عنصر الخط والطول
إن التعريف المستقل للإحداثيات لمربع عنصر الخط ds في مشعب ريماني ذو أبعاد n أو مشعب ريماني متعدد الطيات (في الفيزياء عادةً ما يكون مشعب لورنتزي) هو «مربع الطول» لإزاحة متناهية الصغر {\displaystyle d\mathbf {q} } (في مشعبات ريماني الزائفة من المحتمل أن تكون سالبة) يجب استخدام الجذر التربيعي لحساب طول المنحنى:
{\displaystyle ds^{2}=d\mathbf {q} \cdot d\mathbf {q} =g(d\mathbf {q} ,d\mathbf {q} )}
حيث g موتر متري. من خلال تحديد معلمات منحنى {\displaystyle q(\lambda )}، يمكننا تحديد طول القوس لطول منحنى بين {\displaystyle q(\lambda _{1})} و {\displaystyle q(\lambda _{2})} كعملية تكامل:
{\displaystyle s=\int _{\lambda _{1}}^{\lambda _{2}}d\lambda {\sqrt {\left|ds^{2}\right|}}=\int _{\lambda _{1}}^{\lambda _{2}}d\lambda {\sqrt {\left|g\left({\frac {dq}{d\lambda }},{\frac {dq}{d\lambda }}\right)\right|}}=\int _{\lambda _{1}}^{\lambda _{2}}d\lambda {\sqrt {\left|g_{ij}{\frac {dq^{i}}{d\lambda }}{\frac {dq^{j}}{d\lambda }}\right|}}}
لحساب طول معقول للمنحنيات من الأفضل افتراض أن الإزاحات متناهية الصغر لها نفس العلامة في كل مكان. على سبيل المثال في الفيزياء، يكون مربع عنصر خط على طول منحنى الخط الزمني (في اصطلاح التوقيع {\displaystyle -+++}) سالبًا ويقيس الجذر التربيعي السالب لمربع عنصر الخط على طول المنحنى الوقت المناسب يمر لمراقب يتحرك على طول المنحنى. من وجهة النظر هذه، يحدد المقياس أيضًا، بالإضافة إلى عنصر الخط، السطح وعنصر الحجم.. إلخ.